# Lijst van Belgische B-wegen
B-wegen vormen een Belgische wegcategorie. De term is voorbehouden voor korte stukken weg die een verbindingsweg vormen tussen een belangrijke autoweg of autosnelweg en een andere weg of een stadscentrum. De B staat voor 'bretel' (waarmee 'aansluiting', 'link' of 'verbindingsweg' bedoeld wordt). De weg kan een gewone weg zijn, een autoweg of autosnelweg.
B-nummers zijn vrij zeldzaam. Er zijn slechts 12 wegen in België die tot die categorie behoren. Omdat het vaak korte stukjes zijn tussen belangrijkere wegen is het B-nummer in kwestie meestal onbekend bij het grote publiek. Toch kan men de nummers soms op de wegwijzers terugvinden.
De structuur van de nummering zit als volgt ineen: het eerste cijfer verwijst naar de provincie waar het gelegen is. Dit is overeenkomstig met de N-nummering en verwijst naar de alfabetische volgorde van de provincienamen in het Frans. De laatste twee cijfers geven het volgnummer van de B-weg in de provincie.
| Nummer | Route                                              |
| ------ | -------------------------------------------------- |
| B101   | A1 - R12 (Mechelen)                                |
| B102   | R1 - N70 (Antwerpen Linkeroever)                   |
| B201   | R0 - Erasmus in Anderlecht                         |
| B202   | R0 - Humaniteitslaan in Drogenbos en te Anderlecht |
| B401   | E17/A14 - Gent-centrum                             |
| B402   | E40/A10 - R4 in Sint-Denijs-Westrem (Gent)         |
| B403   | R4 - E40/A10 in Merelbeke                          |
| B404   | R43 - E34/A11 in Eeklo                             |
| B501   | A7 - Bergen                                        |
| B601   | A27 - Tiège (N640) (Jalhay)                        |
| B602   | A26 - Tilff (Esneux)                               |
| B901   | A4 - N90 in Loyers (Namen)                         |

B101 · B102 · B201 · B202 · B401 · B402 · B403 · B404 · B501 · B601 · B602 · B901